# 国民革命军第二十四军叶挺指挥部旧址
国民革命军第二十四军叶挺指挥部旧址位于中国江西省九江市浔阳区东门口16号解放军171医院内。
此处原为美国圣公会传教士、圣约翰中学美籍校长高达德（Amos Goddard，1903年来华）的住宅，西式二层小楼，青砖红瓦，上下两层各7间，建筑面积224平方米。
1927年初，九江英租界被收回，受此影响，圣约翰中学的学生举行反英罢课运动，高达德校长报警进行镇压，并开除学生代表14人。学生罢课风潮一直持续，至1927年3月1日，高达德被驱逐，另外推举华人陆德为校长，校名也改为兴华中学。
1927年7月中旬，七一五事件前后，叶挺率国民革命军第十一军第二十四师进驻九江，指挥部设在圣约翰中学的这座楼房内。瞿秋白主持的武汉中央，根据云集在江西九江的中共中央领导人李立三、邓中夏、谭平山等人的建议，决定在江西南昌发动武装暴動。来九江传达指示的聂荣臻也住在此楼。在九江的中共领导人多次在此楼开会研究和部署南昌起义。7月26日，叶挺率部从这里出发，乘火车前往南昌参加起义。
1987年12月，国民革命军第二十四军叶挺指挥部旧址被列为第三批江西省文物保护单位。2007年7月辟设为“八一起义策源地纪念馆”。